# Audrey Tcheuméo
Audrey Tcheuméo (ur. 20 kwietnia 1990 w Bondy) – francuska judoczka, dwukrotna medalistka olimpijska, mistrzyni świata, mistrzyni Europy.
Startuje w kategorii do 78 kg. Największymi sukcesami zawodniczki są srebrny medal igrzysk w Rio de Janeiro oraz brązowy medal igrzysk w Londynie. Ma ona na swoim koncie także trzy medale mistrzostw świata, w tym złoto zdobyte w Paryżu w 2011 roku oraz 7 medali mistrzostw Europy (w tym 5 złotych). 
Startowała w Pucharze Świata w latach 2009, 2012, 2013 i 2017.